# Schoenobiodes pallidella
Schoenobiodes pallidella är en fjärilsart som beskrevs av Joannis 1927. Schoenobiodes pallidella ingår i släktet Schoenobiodes och familjen Crambidae. Inga underarter finns listade i Catalogue of Life.